# Gaetano Sacchi

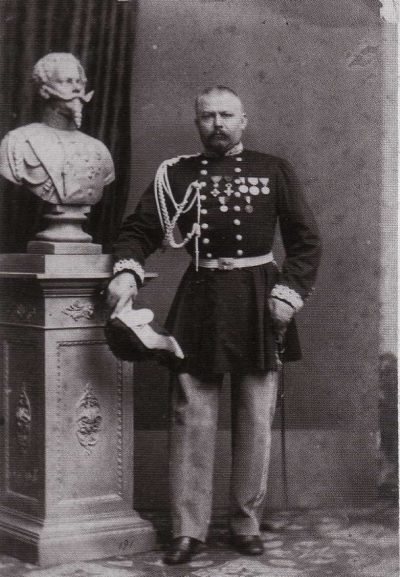
Generaal Gaetano Sacchi

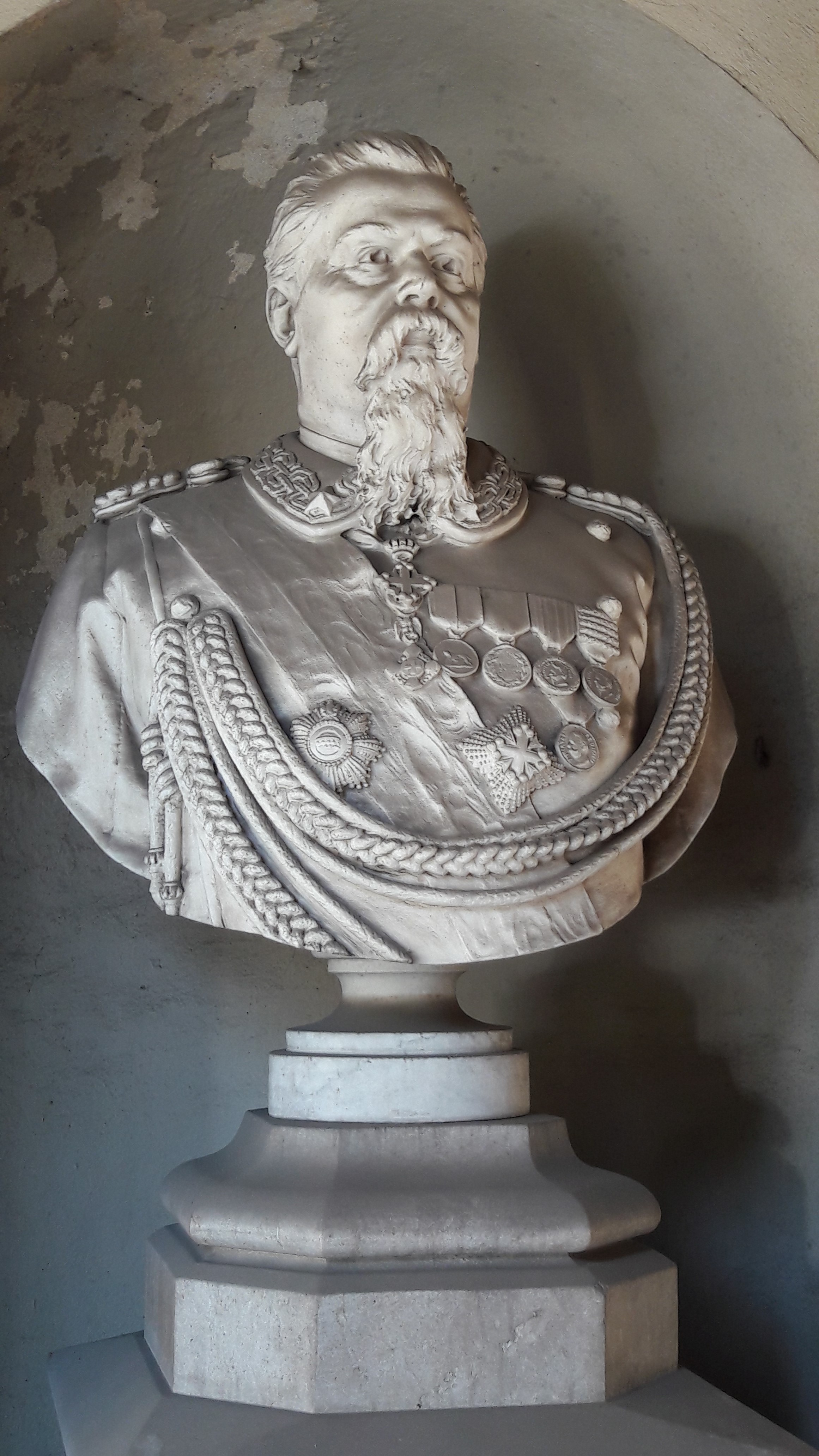
Borstbeeld in de eregalerij van Pavia

Gaetano Sacchi (Pavia, 6 december 1824 – Rome, 25 februari 1886) was een generaal die vocht voor de eenmaking van Italië, het Risorgimento. Na de eenmaking was hij senator.

## Levensloop
Sacchi groeide op in Pavia, als zoon van Pasquale Sacchi en Antonia Cucchi. Hij stopte de studies in de rechten aan de universiteit van Pavia, om financiële redenen. Hij trad in dienst van de koopvaardij van het koninkrijk Piëmont-Sardinië en scheepte in in Genua (1842). 
Van 1843 tot 1848 vocht Sacchi in de burgeroorlog van Uruguay, waar hij samen met Italiaanse huursoldaten vocht. Deze Italianen dweepten met Garibaldi en de Risorgimento beweging op het Italiaanse schiereiland. Sacchi behaalde de graad van kapitein. Tijdens zijn verblijf in Uruguay huwde hij met Encarnacion de Lyon Garabito.
Terug in Italië in 1848, vocht hij, aan de zijde van Garibaldi, in de Eerste Italiaanse Onafhankelijkheidsoorlog. Hij verdedigde, tevergeefs, de onafhankelijke Romeinse Republiek in een context van chaotische revoluties op het Italiaanse schiereiland. Sacchi werd bevorderd tot kolonel. 
Van 1853 tot 1859 leefde hij in ballingschap in Zürich; hij was er de justitie van Mantua ontvlucht die hem wou veroordelen.
In 1859 vocht hij opnieuw in Italië, ditmaal in het reguliere leger van het koninkrijk Piëmont-Sardinië, met de rang van majoor. Het was de periode van de Tweede Italiaanse Onafhankelijkheidsoorlog. Alhoewel hij een officier was van het reguliere leger, was hij toch de aanvoerder van een 2.000-tal vrijwilligers, de Roodhemden. Deze groep Roodhemden kreeg de naam de Sacchi Brigade, naar hun aanvoerder. Zij vochten in het koninkrijk der Beide Siciliën, in het groter militair geheel van het Esercito Italiano Meridionale of het Zuid-Italiaans leger. Sacchi huwde een tweede maal, ditmaal met Maria Esposito. 
Met de rang van generaal (1860) vocht hij in verdere veldslagen voor de onafhankelijkheid van Italië, tot het jaar 1870, toen de eenmaking van Italië werd uitgeroepen. Hij werd geridderd met de Militaire Orde van Savoye en met andere eretekens.
In het koninkrijk Italië was generaal Sacchi senator van 1876 tot zijn dood in 1886. Na zijn dood hield de Italiaanse senaat lofredes over de militaire verwezenlijkingen van Sacchi.